# Jean Pierre Cornets de Groot van Kraaijenburg

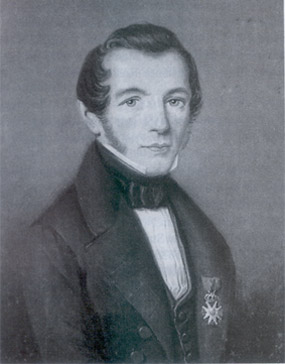
Jean Pierre Cornets de Groot van Kraaijenburg

Jean Pierre Cornets de Groot van Kraaijenburg, oder Johan Pieter Cornets de Groot van Kraaijenburg (* 6. April 1808 in Groningen; † 23. Juli 1878 in Den Haag) war ein niederländischer Politiker.

## Leben
Vom 9. Januar bis zum 14. März 1861 war er der Minister der niederländischen Kolonien.
Im Jahre 1862 wurde er Mitglied des Raad van State (deutsch: Staatsrat).